# Bumble
Bumble es una aplicación de redes y citas en línea. Los perfiles de posibles coincidencias se muestran a los usuarios, quienes pueden "deslizar hacia la izquierda" para rechazar a un candidato o "deslizar hacia la derecha" para indicar interés. En las interacciones heterosexuales, solo las usuarias pueden hacer el primer contacto con los usuarios masculinos coincidentes, mientras que en las homosexuales cualquiera de las personas puede enviar un mensaje primero. La aplicación es un producto de Bumble Inc.
Bumble fue fundada por Whitney Wolfe Herd poco después de que ella dejara Tinder. Wolfe Herd ha descrito a Bumble como una "aplicación de citas feminista". En enero de 2021, con una base de usuarios mensual de 42 millones, Bumble es la segunda aplicación de citas más popular en EE. UU. después de Tinder. Según una encuesta de junio de 2016, el 46,2% de sus usuarios son mujeres. Según Forbes, en 2017 la empresa estaba valorada en más de mil millones de dólares y en 2019 informó tener más de 55 millones de usuarios en 150 países

## Historia
Whitney Wolfe Herd, una de las primeras vicepresidenta de marketing de Tinder, fundó Bumble poco después de dejar Tinder. Wolfe Herd demandó a Tinder por discriminación y acoso sexual y llegó a un acuerdo por poco más de 1 millón de dólares en septiembre de 2014. En medio de la atención de los medios en torno a la demanda, un conocido y fundador y director ejecutivo de Badoo, Andrey Andreev, se puso en contacto con Wolfe Herd por correo electrónico y los dos se reunieron. Andreev sugirió que volviera al espacio de las citas, y la pareja finalmente formó una sociedad en la que Andreev recibiría el 79% de la propiedad de la empresa luego de una inversión inicial de $ 10 millones junto con inversiones adicionales y Wolfe Herd se desempeñaría como fundador, director ejecutivo y 20 % dueño. Como parte del acuerdo, la nueva empresa también utilizaría la infraestructura de Badoo y la consultoría de Andreev. Después de que se estableció la asociación, la pareja reclutó a sus compañeros de Tinder Chris Gulczynski y Sarah Mick para diseñar la interfaz y ayudar a lanzar Bumble. Bumble se lanzó tres meses después, en diciembre de 2014.
La sede de la empresa se encuentra en Austin, Texas y, en 2021, tenía 650 empleados en todo el mundo. En marzo de 2016, Bumble lanzó el modo BFF como una forma para que los usuarios encuentren amigos platónicos . Después de cambiar al modo, la aplicación reemplaza las posibles citas con personas del mismo sexo del usuario que también buscan amigos. En junio de 2016, Bumble anunció una asociación con Spotify que permitiría a los usuarios conectar una cuenta de Spotify a su perfil para mostrar sus intereses musicales. En marzo de 2017, la compañía anunció su plan de lanzar una aplicación de networking profesional, Bumble Bizz. En agosto de 2017, Bumble se asoció con la Liga Antidifamación en un esfuerzo por eliminar a los usuarios que muestran símbolos de odio en sus perfiles. En octubre de 2017, la compañía lanzó Bumble Bizz, que también utiliza una interfaz centrada en la mujer.
La empresa estaba valorada en más de mil millones de dólares en noviembre de 2017. Cuando la firma de capital privado The Blackstone Group compró una participación mayoritaria en la empresa matriz de Bumble, MagicLab, Bumble y sus aplicaciones hermanas estaban valoradas en 3 mil millones de dólares. Bumble y sus aplicaciones hermanas obtuvieron 162 millones de dólares en ingresos netos en 2018. En abril de 2019, Bumble lanzó su propia revista de estilo de vida llamada Bumble Mag. En 2020, MagicLab pasó a llamarse Bumble como empresa matriz de Bumble y Badoo. En 2020, Bumble tiene más de 100 millones de usuarios en todo el mundo.
En febrero de 2021, Bumble recaudó 2.200 millones de dólares a través de su oferta pública inicial y la empresa tenía una valoración de más de 7.000 millones de dólares. Bumble cotizaba en la bolsa Nasdaq, con acciones valoradas inicialmente en 43 dólares, pero que aumentaron a 76 dólares el día de su apertura, valorando la empresa en más de 13 mil millones de dólares.
En febrero de 2022, Bumble anunció que había adquirido Fruitz, una aplicación de citas freemium de propiedad francesa popular entre la Generación Z y utilizada en toda Europa. Esta fue la primera adquisición de la empresa. A partir de abril de 2022, los usuarios de Bumble que denuncien abusos serán elegibles para una colección de cursos gratuitos de Bloom, un proveedor de apoyo en línea para sobrevivientes de agresiones.
En noviembre de 2023, los resultados del cuarto trimestre de la empresa indicaban que la inflación y la intensificación de la competencia con Tinder habían provocado una reducción del gasto de los usuarios en las funciones de pago de su aplicación. Esta noticia coincidió con el nombramiento de Lidiane Jones como sustitución de la fundadora Whitney Wolfe-Herd.
En febrero de 2024, Bumble anunció planes para despedir a 350 empleados como parte de un plan de reestructuración, que constituían el 30% de la plantilla de Bumble.

## Operación
Anteriormente, los usuarios de Bumble debían iniciar sesión a través de Facebook al registrarse. En abril de 2018, Bumble agregó una opción para registrarse usando solo un número de teléfono, luego de la participación de Facebook en una controversia con Cambridge Analytica. Para los usuarios que se registran en Facebook, la información de su cuenta se utiliza para crear un perfil con fotos e información básica, incluida la universidad y el trabajo del usuario.
Los usuarios se deslizan hacia la derecha para darle "me gusta" a una posible coincidencia y hacia la izquierda para rechazarla. En los matches entre un hombre y una mujer, la mujer debe iniciar la conversación con sus matches o los matches  desaparecerán dentro de las 24 horas; cualquiera de las personas en una pareja del mismo sexo puede comunicarse. En 2018, The Daily Dot criticó a Bumble por carecer de opciones para que los usuarios se identifiquen como género o transgénero, a diferencia de sus competidores OkCupid y Tinder. Posteriormente, la aplicación introdujo una gama más amplia de opciones de identidad de género.
Bumble lanzó una función de "retroceso" en 2015 que permite a los usuarios deshacer deslizamientos accidentales hacia la izquierda agitando sus teléfonos. Inicialmente se proporcionan tres "retrocesos" gratuitos, que se reponen cada tres horas. Los usuarios tienen la opción de recibir inmediatamente un nuevo conjunto de tres recargas al compartir Bumble en Facebook, Instagram o Twitter, aunque están limitados a una de estas recargas por día. La aplicación tiene funciones que permiten al usuario marcar conversaciones como favoritas, ordenar conversaciones y enviar mensajes con fotografías. En septiembre de 2018 se agregó una función de "posponer" para permitir a los usuarios pausar la actividad y evitar el uso de la aplicación durante un período de tiempo.
El modo BFF utiliza la misma plataforma de deslizamiento hacia la derecha o hacia la izquierda que el modo de citas de la aplicación y requiere que se inicie una conversación dentro de las 24 horas posteriores a la coincidencia con un amigo potencial. Las conversaciones iniciadas con amigos potenciales están codificadas por colores verdes en lugar de amarillo para las citas. A medida que se implementó la función, Bumble también anunció que eventualmente lanzaría una función de perfil dual que permitiría a los usuarios seleccionar un perfil para citas o amistad. En abril de 2016, la aplicación Bumble se actualizó para combatir las imágenes fantasma . Como parte de la actualización, si un usuario recibe un mensaje después de coincidir con un socio potencial y no responde dentro de las 24 horas, la coincidencia desaparece. Antes de la actualización, a los hombres se les permitía tiempo ilimitado para responder a un mensaje de mujeres. También se lanzó una actualización para coincidencias entre personas del mismo sexo, en la que cualquiera de las partes puede iniciar el proceso y la otra debe responder dentro de las 24 horas.
Bumble lanzó una herramienta de verificación de fotografías en septiembre de 2016 para garantizar que los usuarios de la aplicación fueran las mismas personas en sus fotografías de perfil. Para ser verificados, se pide a los usuarios que envíen una selfie de ellos realizando una pose específica; la imagen es revisada por una persona real que garantiza que el usuario sea la persona que aparece en las imágenes de perfil. Bumble fue la primera aplicación de citas que incluyó verificación con fotografía en EE. UU.
En junio de 2019, Bumble anunció que permitiría llamadas de voz y video dentro de la aplicación en todas sus plataformas, incluidas Bumble, Bumble Bizz y Bumble BFF. Los usuarios deben coincidir primero antes de iniciar una llamada.
El vicepresidente de estrategia de Bumble informó "un aumento del 84 por ciento en las videollamadas realizadas entre usuarios" durante la pandemia de coronavirus.
En 2020, Bumble anunció que los usuarios ahora pueden ampliar sus filtros de distancia para coincidir con cualquier persona en el país. Anteriormente, la aplicación sólo permitía a las personas conectarse dentro de un 100 millas (160,9 km) alcance. Las personas que se citan pueden agregar una insignia de "citas virtuales" a su perfil para indicar que están dispuestas a tener citas a través de videollamadas.
El 15 de enero de 2021, Bumble suspendió temporalmente la opción de filtrar coincidencias por preferencia política para "evitar el uso indebido". La medida se produjo después de que varias mujeres supuestamente usaron Bumble para recopilar información de personas que habían irrumpido en el Capitolio de los Estados Unidos y luego enviaron esa información al FBI . Bumble fue criticado por muchos de sus usuarios por ser percibido como "protege a los terroristas" al suspender el filtro. Bumble anunció que restablecería la opción de filtrar por preferencias políticas ese mismo día.

### Suscripción de pago
En agosto de 2016, Bumble anunció el lanzamiento de su servicio pago, Bumble Boost, que incluye tres funciones prémium. Estas características incluían Beeline, una lista de usuarios a los que les ha gustado el usuario; Rematch, que mantiene las coincidencias caducadas en la cola de un usuario durante 24 horas adicionales; y Busy Bee, que permite a los usuarios extensiones ilimitadas de 24 horas para partidos.
Otra característica prémium es la posibilidad de comprar "Monedas" que permiten "SuperSwipes", mediante las cuales un usuario puede dar me gusta a otro usuario y el destinatario del me gusta será notificado del interés. Una moneda permite un SuperSwipe.

## Usuarios
Bumble tenía 40 millones de usuarios en febrero de 2021, y 27 millones de descargas en febrero de 2018. En septiembre de 2019, Bumble era la segunda aplicación de citas más popular en EE. UU., con una base de usuarios mensuales de 5 millones.
Un informe de abril de 2016 de SurveyMonkey indicó que el 49% de los usuarios usaban la aplicación diariamente y el 46,2% de los usuarios eran mujeres. Wolfe Herd ha declarado que en los primeros ocho meses de la aplicación se iniciaron 5 millones de conversaciones únicas, todas ellas por mujeres. En abril de 2018, Bumble informó que el 85% de los usuarios "buscaban matrimonio o un novio/novia", mientras que el 4% de los hombres y menos del 1% de las mujeres "buscaban una conexión". También informaron que el 25% de los usuarios habían tenido una primera cita con alguien que encontraron en la aplicación durante el mes anterior.
Bumble también informó que sus usuarios pasan un promedio de 62 minutos diarios en la aplicación.  En octubre de 2016, la aplicación lanzó nuevas reglas de moderación de fotografías que prohibían las selfies en el espejo, los rostros oscurecidos y las fotografías de usuarios en ropa interior, entre otras cosas. Según The New York Times, en marzo de 2017, Bumble tenía más de 800 millones de coincidencias y 10 mil millones de deslizamientos por mes y es la segunda aplicación de estilo de vida más popular en la App Store de iOS.
En medio de la pandemia de coronavirus, Bumble informó un aumento del 10,9 % en usuarios activos mensuales en el último trimestre de 2020.
Como parte de su presentación de oferta pública inicial, Bumble anunció en enero de 2021 que tenía 2,4 millones de usuarios de pago.

## Recepción
Bumble ha sido considerado un "Tinder feminista". Su fundadora ha confirmado esta identidad, calificando la aplicación de "100 por ciento feminista", aunque ha intentado distanciarla de Tinder en entrevistas.   Wolfe Herd compartió en una entrevista con Vanity Fair el concepto detrás de la aplicación: "Si nos fijamos en dónde estamos en las reglas heteronormativas actuales que rodean las citas, la regla no escrita pone a la mujer en un lugar debajo del hombre; el hombre siente la presión de ir". primero en una conversación, y la mujer siente la presión de sentarse sobre sus manos. . . Si podemos quitarle algo de presión al hombre y poner algo de ese estímulo en el regazo de la mujer, creo que estamos dando un paso en la dirección correcta, especialmente en términos de ser realmente fieles al feminismo. Creo que somos la primera feminista, o el primer intento de crear una aplicación de citas feminista".
En junio de 2016, Bumble publicó una carta abierta en su blog y bloqueó a un usuario por comportamiento sexista después de que tuvo un arrebato con una usuaria que le preguntó a qué se dedicaba.
Bumble ha tenido críticas mixtas. Los revisores han comentado que "el límite de tiempo [para que la mujer inicie las comunicaciones] es realmente desagradable" y que "las incesantes notificaciones automáticas de Bumble están redactadas de manera lo suficientemente dramática como para provocar ansiedad".
Bumble también ha sido criticado por no ofrecer reembolsos por compras, incluso aquellas realizadas por error. Bumble fue demandada por no ofrecer reembolsos de compras, a pesar de ofrecer un botón de cancelación. La demanda es Schlossberg v. Bumble Trading Inc, et al., caso N.º 1:18-cv-08376, en el Tribunal de Distrito de los Estados Unidos para el Distrito Sur de Nueva York.
En 2020, Bumble acordó pagar 22,5 millones de dólares en un acuerdo sobre las afirmaciones de los demandantes de que los procesos de renovación automática de la empresa eran injustos. La demanda colectiva, presentada en California, afirma que Bumble cobró a los consumidores sin su consentimiento. Bumble no admitió ningún delito en el caso.